# Elisabethanische Religionsregelung
Die Elisabethanische Religionsregelung (engl. Elizabethan Religious Settlement) bezeichnet den Vorgang unter Elisabeth I., die englische Kirche im protestantischen Sinne zu reformieren und endgültig zu etablieren.

## Parlamentarischer Prozess
Elisabeth ließ die Religionsregelung durch ihr erstes Parlament beraten. Nach längeren Verhandlungen beschloss das Parlament im April 1559 zum einen die Suprematsakte, die Elisabeth an Stelle des Papstes zum Oberhaupt der Kirche machte, und zum anderen eine Uniformitätsakte, die eine protestantische Lehre einführte.
Damit wurde die Church of England eine von Rom unabhängige, protestantische Kirche.

## Durchführung
Zunächst versuchte die englische Regierung, die neue Ordnung auf moderate Weise durchzusetzen. Den amtierenden katholischen Klerikern wurde angeboten, ihre Ämter fortzuführen. Der obere Klerus lehnte mehrheitlich ab, der niedere Klerus nahm mehrheitlich an. Der Bevölkerung wurde die neue Lehre in den zahlreichen Messen immer wieder gepredigt, so dass eine langsame aber kontinuierliche Umerziehung stattfand. Die Grenze dieser toleranten Politik war erst dann überschritten, wenn jemand öffentlich zum Ungehorsam aufrief. Die eigene religiöse Überzeugung im Privaten weiterzuleben, war jedoch durchaus möglich.
Im Laufe von Elisabeths Regentschaft kam es zunehmend zu Spannungen mit unterschiedlichen religiösen Gruppen. Im Inneren kam es zum Streit mit protestantischen Theologen, denen die Religionsregelung nicht weit genug gegangen war. Von Außen kommend bedrohten katholische Missionare die neue Ordnung. Die englische Regierung verschärfte hieraufhin ihr Vorgehen.

## Historiografie
In der Geschichtswissenschaft herrschen zwei verschiedene Interpretationen vor, wie es zu der Religionsregelung gekommen ist.
Der Historiker J. E. Neale prägte in den 1950er Jahren die Ansicht, Elisabeth habe eine sehr moderate Reformation angestrebt. Sie habe ähnlich wie ihr Vater Heinrich VIII. die katholische Theologie weitgehend beibehalten und sich lediglich vom Papsttum trennen wollen. Mit diesem Vorhaben sei Elisabeth am heftigen Widerstand von radikalen Calvinisten im Unterhaus gescheitert. Sie habe einlenken und mit der Uniformitätsakte eine moderate Protestantisierung  durchführen müssen.
Seit 1982 wird Neales Theorie durch die Forschung von Norman Jones in Frage gestellt. Seiner Lesart der Quellen zufolge habe Elisabeth von vorneherein eine protestantische Lösung angestrebt und mit dem Unterhaus, das weit weniger homogen gewesen sei als von Neale angenommen, keine Schwierigkeiten gehabt. Vielmehr hätten die katholischen Bischöfe und konservativen Laien im Oberhaus Elisabeth zu einigen Kompromissen genötigt, so dass die englische Kirche von der Lehre her zwar protestantisch wurde, in ihrem Gestus und ihrer Struktur jedoch Elemente der alten Konfession fortführte.